# Dolops tasmanianus
Dolops tasmanianus is een visluizensoort uit de familie van de Argulidae. De wetenschappelijke naam van de soort is voor het eerst geldig gepubliceerd in 1969 door Fryer.